# Markt van Turku
De Markt van Turku (Fins: Turun Kauppatori/Zweeds:Salutorget i Åbo) is het centrale marktplein van de Finse stad Turku. Het plein heette oorspronkelijk Uusitori (nieuwe plein) omdat de oude markt toen nog het belangrijkste marktplein was. Pas na de brand van 1827 en de wederopbouw van de stad kreeg de markt een belangrijkere functie. Tegenwoordig wordt er dagelijks markt gehouden en is het het belangrijkste busknooppunt in de stad. 
Rondom het plein zitten de Orthodoxe kerk, het warenhuis Wiklund, het Hamburger Börs-hotel, de markthal, het Åbo Svenska Teater, het overdekte Hansawinkelcentrum en het Turun taidemuseo. Ook de plaatselijke kantoren van Yle en de Helsingin Sanomat zijn hier gevestigd.

## Aanslag in 2017
Op 18 augustus 2017 stak een achttienjarige Marokkaan acht mensen neer op de markt van Turku. Twee Finnen overleden. Hij werd later in zijn been geschoten en gearresteerd bij het nabijgelegen Puutoriplein. Onder de gewonden waren twee Zweden en één Italiaan. Bij een herdenking later in de Domkerk van Turku was de president Sauli Niinistö en representatieven van alle geloven aanwezig.

## Afbeeldingen

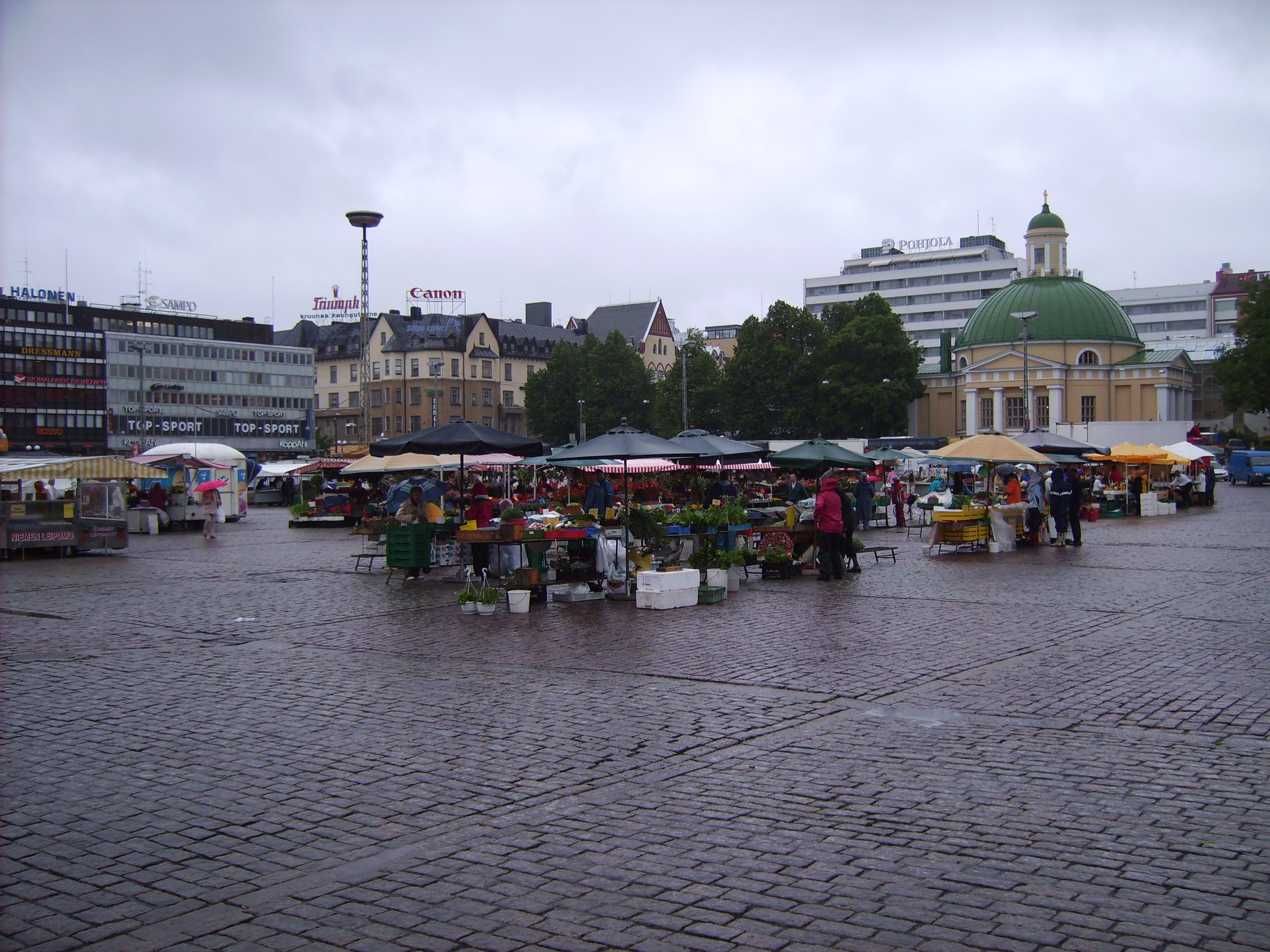
Markt met Hansawinkelcentrum en Orthodoxe kerk
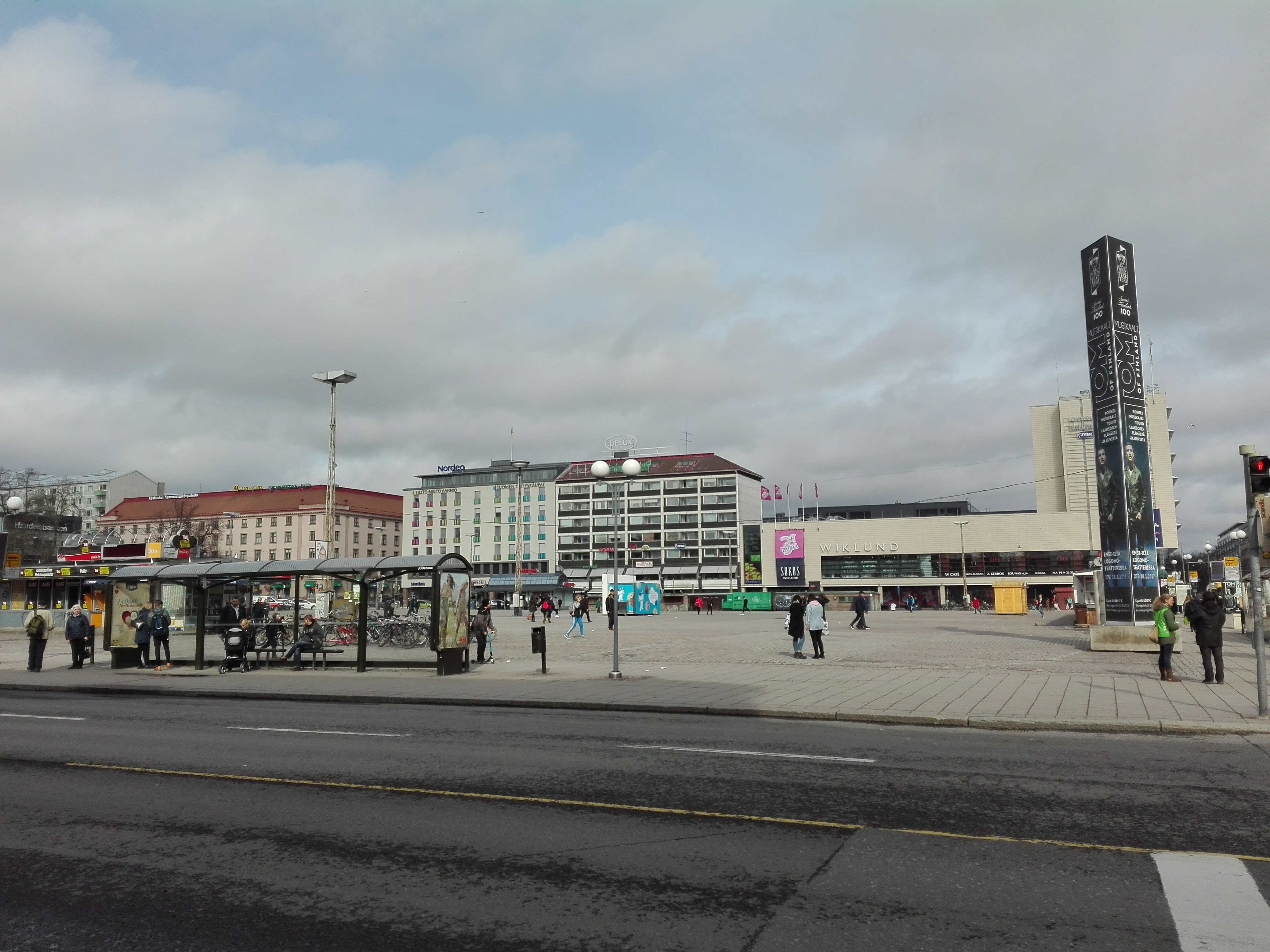
Markt met Wiklund-warenhuis
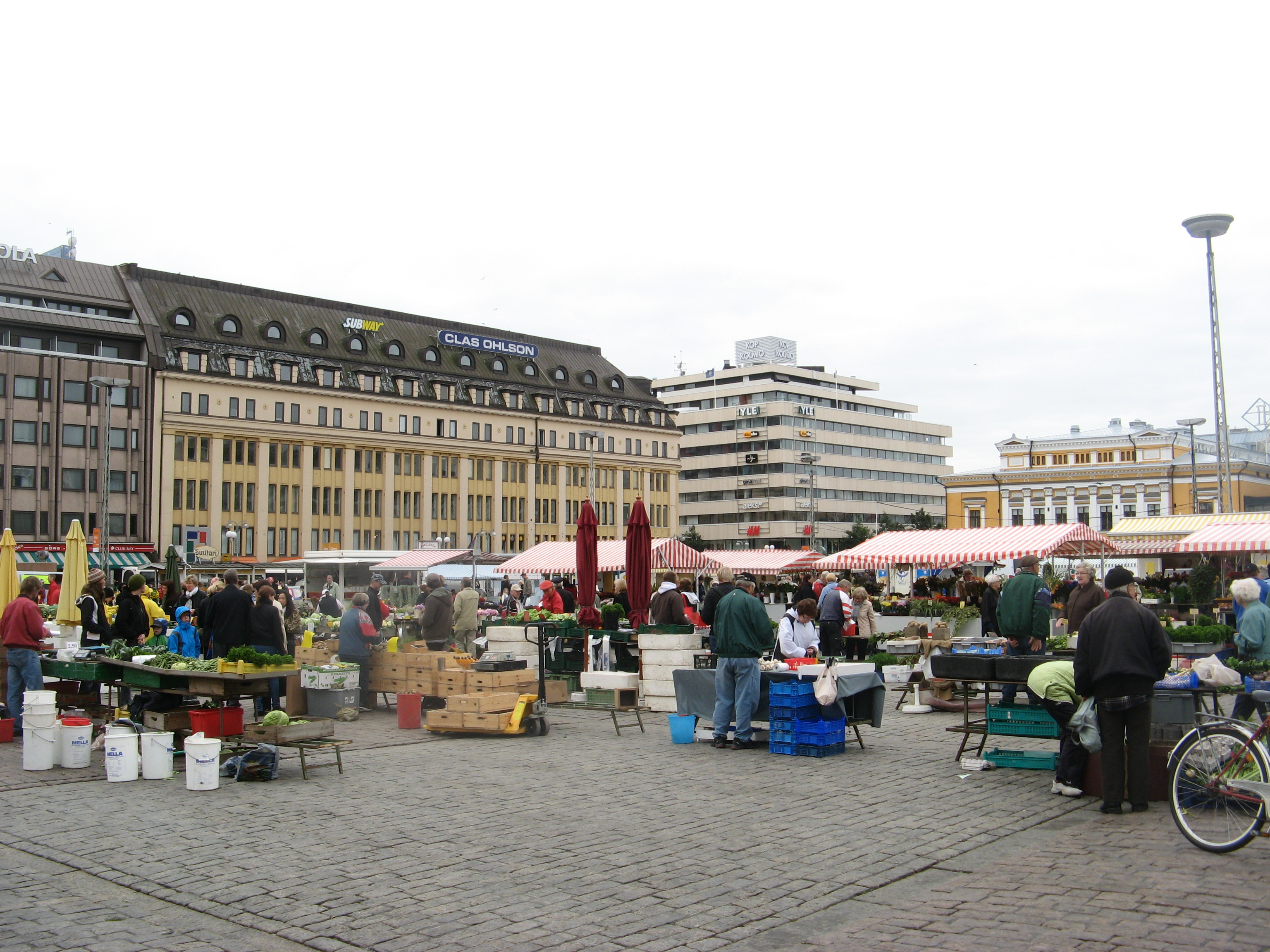
Markt met Hamburger Börs-hotel en Zweeds theater